# Ignasi Terraza

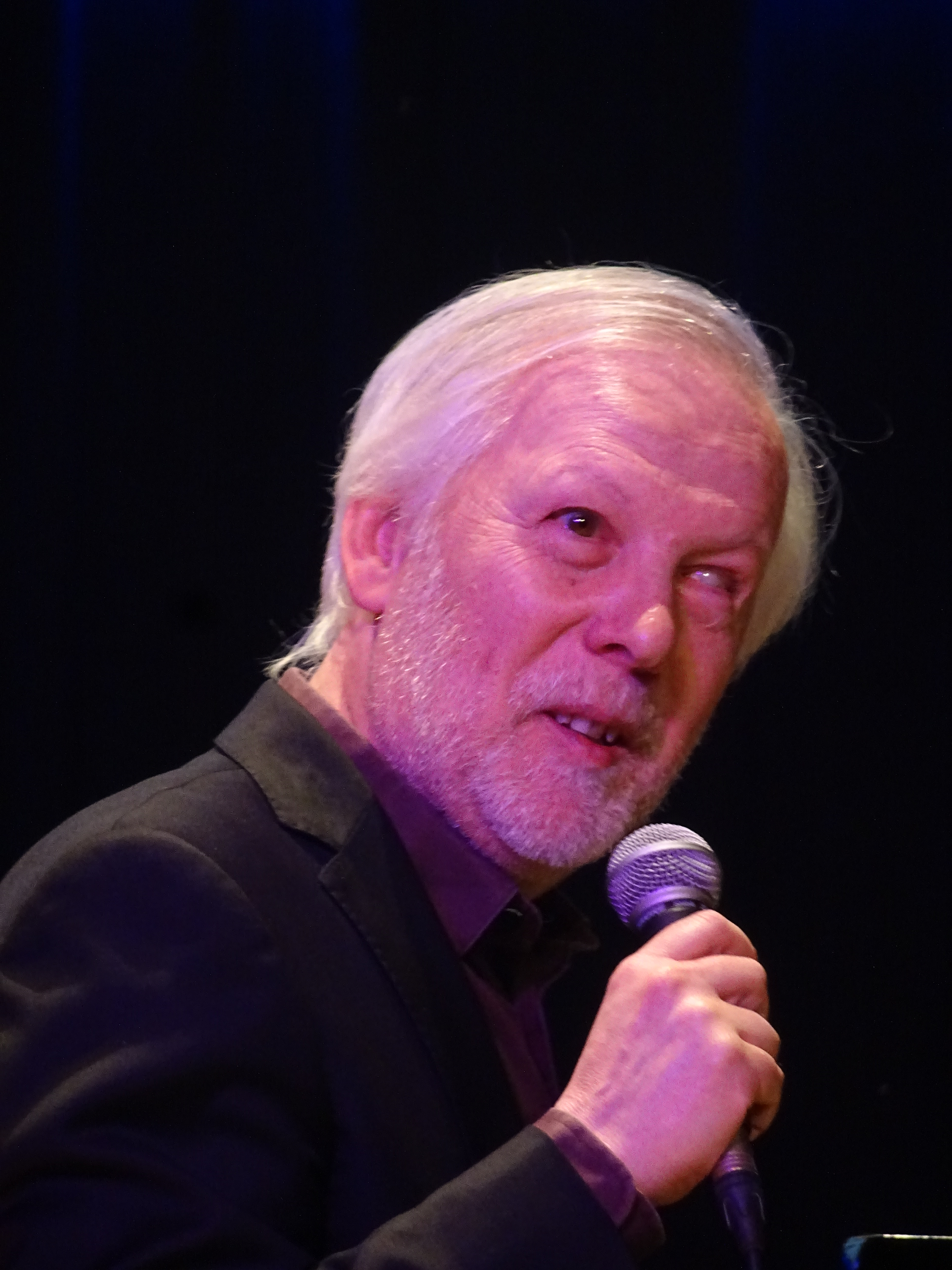
Ignasi Terraza (2017)

Ignasi Terraza (* 14. Juli 1962 in Barcelona) ist ein spanischer Jazzmusiker (Piano, Komposition).

## Leben und Wirken
Terraza, der seit seinem zehnten Lebensjahr blind ist, lernte bald darauf das Klavierspielen. Er studierte klassisches Klavier am Konservatorium von Barcelona und begann parallel dazu, sich selbst als Autodidakt Jazz beizubringen. 1980 begann er in den Clubs seiner Heimatstadt aufzutreten. Er studierte zunächst Informatik, bevor er sich seit 1983 dem Jazz widmete.
Terraza begleitete Musiker wie Frank Wess, Lou Donaldson, Benny Golson, Gene „Mighty Flea“ Conners, Jon Faddis, Nicholas Payton, Terell Stafford, Ralph LaLama, Jin Pureum oder Donald Harrison sowie die Vokalisten Andrea Motis, Randy Greer, Susana Sheiman, Charmin Michelle, Ann Hampton Callaway, Labelle, Michel McCain oder Stacey Kent. Als Leiter von Trios und Quartetten arbeitete er unter anderem mit den Bassisten Pierre Boussaguet, Mario Rossy, Javier Colina, Jules Bekoko und Horacio Fumero sowie mit Schlagzeugern wie Peer Wyboris, Alex Riel, Jo Krause, Alvin Queen, Leon Parker, Victor Jones, Gregory Hutchinson, Walter Perkins, Bobby Durham, Esteve Pi oder Julian Vaughn. Mit dem Vibraphonisten und Schlagzeuger Oriol Bordas war er in Trio- und Quartett-Formationen tätig; auch spielte er seit dessen Gründung immer wieder im Barcelona Jazz Orchestra.
Seit Ende der 1990er Jahre tritt Terraza regelmäßig mit seinem eigenen Ignasi Terraza Trio auf; mit dieser Combo hat er acht CDs veröffentlicht, ist auf zentralen Jazzfestivals aufgetreten und tourte 2006 in Südostasien. Seit 2009  wirkte er auch bei mehreren öffentlichen Auftritten und Veröffentlichungen der von Joan Chamorro gegründeten Jugendjazzband Sant Andreu Jazz Band mit. Auch war er mehrfach mit Chamorro und Motis in deren Formation in Europa, New York, Tokyo, der Türkei und Brasilien unterwegs.
Im Jahr 2013 wurde seine Suite Miró in der National Gallery of Art in Washington anlässlich der Ausstellung über Joan Miró uraufgeführt. 2018 präsentierte er bei Jazz de Barcelona fünf unterschiedliche Formationen unter seinem Namen.
Seit 2003 unterrichtet Terraza Jazzpiano an der Escola Superior de Música de Catalunya.

## Preise und Auszeichnungen
Mit dem Mitchell-Terraza Quartett, das Terraza gemeinsam mit dem Gitarristen David Mitchell leitete, erhielt er 1991 beim Jazzfestival von Getxo den Preis für die beste neue Gruppe. 2009 gewann er die Jacksonville Jazz Piano Competition.

## Diskographische Hinweise
- Mitchell-Terraza Quartet: Shell Blues (1993)
- Four Kats Jazz Quartet: Miaow! (1995)
- Let Me Tell You Something (1999)
- Jazz a les Fosques/Jazz en la oscuridad (1999)
- Toni Solá & Ignasi Terraza Trio: Night Sounds (2000)
- Randy Greer & Ignasi Terraza Trio: Christmas Swings in Barcelona (2003)
- It’s Coming (2004)
- Oriol Romaní & Ignasi Terraza: Confessin’ (2004)
- In a Sentimental Groove (2005)
- Josep Maria Farràs & Ignasi Terraza Trio: Plaça Vella (2009, mit Jesse Davis)
- Suit Miró (2013)
- Around the Christmas Tree (2020)
- Ignasi Terraza, Esteve Pi, Adrian Cunningham: Unusual Trio (2022)